# Kamjanka (Isjum)
Kamjanka (ukrainisch Кам'янка; russisch Каменка Kamenka) ist ein Dorf im Osten der ukrainischen Oblast Charkiw mit etwa 1200 Einwohnern (2001).

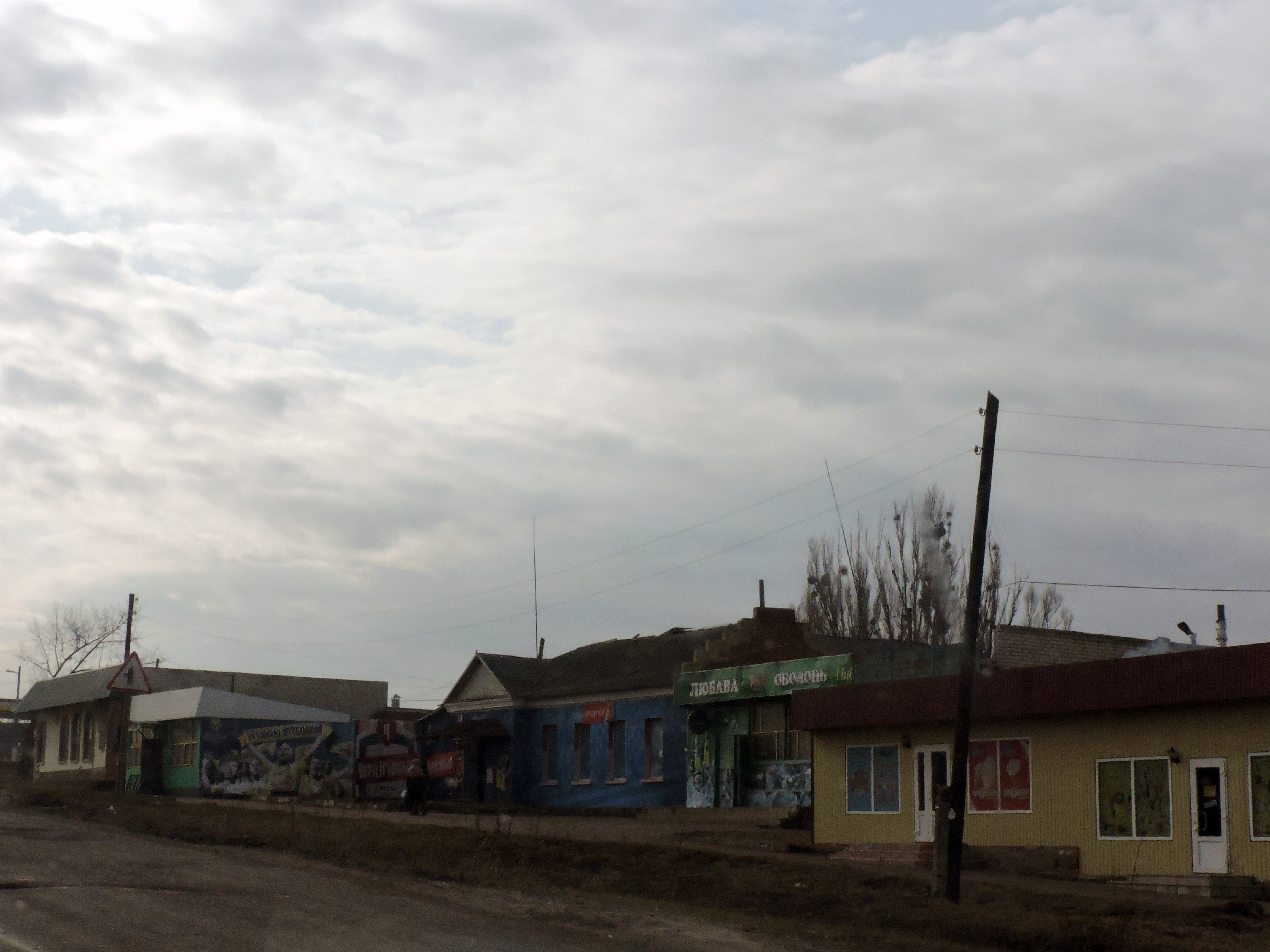
Geschäfte in der Ortsmitte

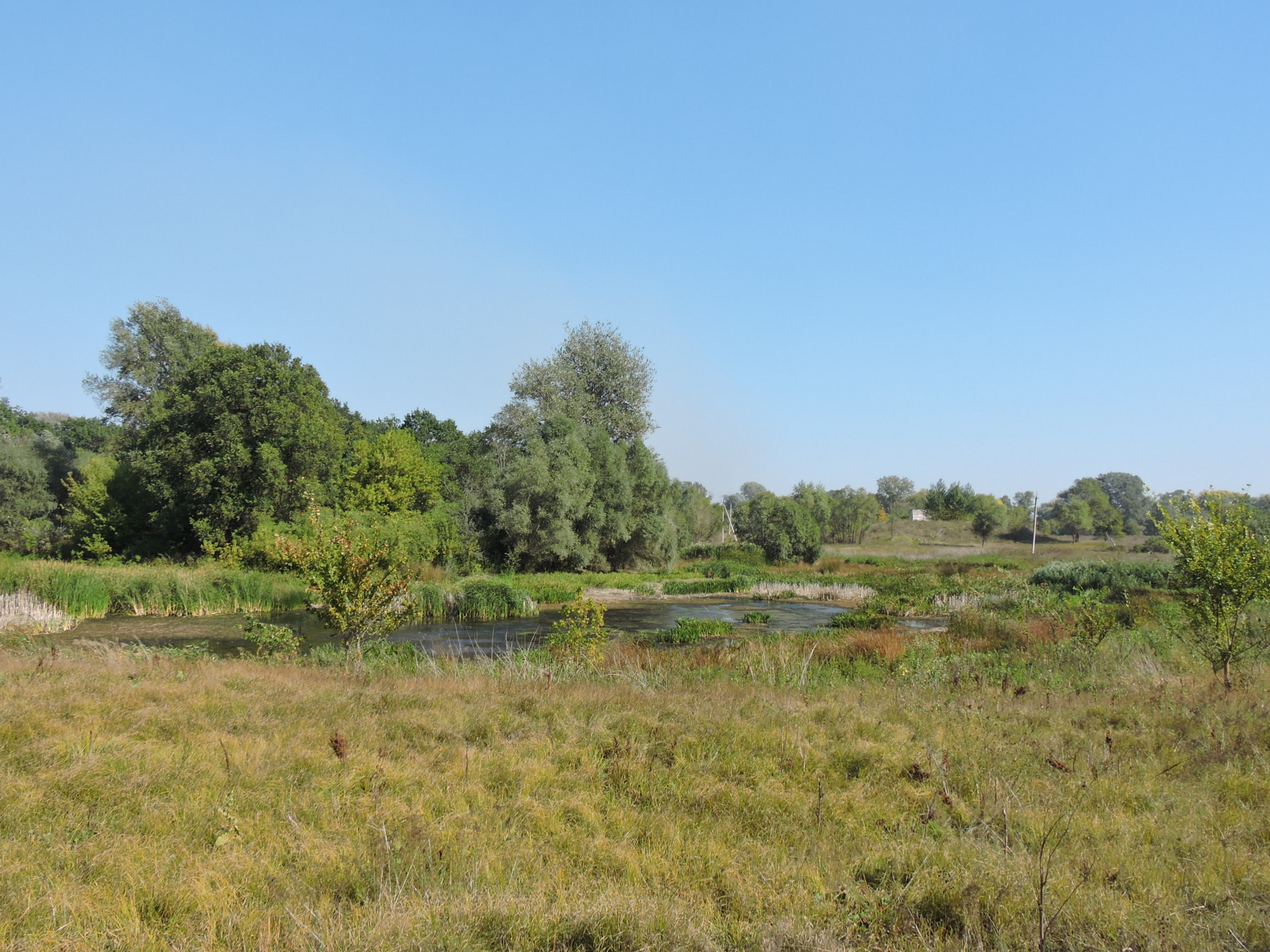
Standort antiker Siedlung am Siwerskyj Donez bei Kamjanka

Kamjanka gehört seit 2019 administrativ zur Stadtgemeinde von Isjum im Süden des Rajon Isjum.
Zuvor war das Dorf das Zentrum der gleichnamigen Landratsgemeinde, zu der noch die Dörfer
Synytscheno (Синичено, ⊙) mit etwa 100 Einwohnern, Sucha Kamjanka (Суха Кам'янка, ⊙) mit etwa 50 Einwohnern und Tychozke (Тихоцьке, ⊙) mit etwa 20 Einwohnern gehörten.
Die Ortschaft liegt auf einer Höhe von 72 m am rechten Ufer der Siwerskyj Donez, 2 km südlich vom Gemeinde- und Rajonzentrum Isjum und 135 km südöstlich vom Oblastzentrum Charkiw. Durch das Dorf verläuft die Fernstraße M 03/E 40.
Das 1765 erstmals schriftlich erwähnte, ursprünglich Stratylatiwka (Стратилатівка) genannte Dorf lag ab 1797 im Bezirk Isjum der Sloboda-Ukraine.
Der Dekabrist Andreas H. von Rosen (1799–1884) verbrachte die letzten Jahre seines Lebens im heute nicht mehr existenten Dorf Peremoha (Перемога) bei Kamjanka und gründete in Kamjanka eine landwirtschaftliche Schule, an der er selbst lehrte. Bei Kamjanka befinden sich 8 neolithische Siedlungen aus dem 4. und 5. Jahrtausend v. Chr.

## Söhne und Töchter der Ortschaft
- Grigori Wassiljewitsch Jarowoi (Григорий Васильевич Яровой; 1916–1988), Soldat im Deutsch-Sowjetischen Krieg, Held der Sowjetunion